# Brigitte Siffert
Brigitte Siffert (1 de mayo de 1962) es una deportista francesa que compitió en lucha libre. Ganó dos medallas de oro en el Campeonato Mundial de Lucha, en los años 1990 y 1991, y una medalla de oro en el Campeonato Europeo de Lucha de 1988.

## Palmarés internacional
| Campeonato Mundial | Campeonato Mundial | Campeonato Mundial | Campeonato Mundial |
| Año                | Lugar              | Medalla            | Categoría          |
| ------------------ | ------------------ | ------------------ | ------------------ |
| 1990               | Luleå (Suecia)     | Medalla de oro     | 61 kg              |
| 1991               | Tokio (Japón)      | Medalla de oro     | 61 kg              |
| Campeonato Europeo |                    |                    |                    |
| Año                | Lugar              | Medalla            | Categoría          |
| 1988               | Dijon (Francia)    | Medalla de oro     | 61 kg              |